# Szigetvár
Szigetvár (em croata:   Siget; em alemão:   Großsiget, Inselburg; em turco:   Zigetvar) é uma cidade da Hungria, situada no condado de Baranya. Tem 39,51 km² de área e sua população em 2019 foi estimada em 10.421 habitantes.